# Thiên hoàng Go-Shirakawa
Thiên hoàng Go-Shirakawa (後白河天皇 (Hậu Bạch Hà Thiên hoàng) Go-Shirakawa-Tenno, 18 tháng 10 năm 1127 – 26 tháng 4 năm 1192) là Thiên hoàng thứ 77 của Nhật Bản theo danh sách kế thừa truyền thống. Triều đại của ông kéo dài từ năm 1155 đến năm 1158.

## Tường thuật truyền thống
Trước khi lên ngôi, ông có tên cá nhân (imina) là Masahito -shinnō (雅仁親王).
Ông là con trai thứ tư của Thiên hoàng Toba  Mẹ của ông là Shoko (璋子), con gái của Fujiwara Kinzane.

## Lên ngôi Thiên hoàng
22 Tháng 8 năm 1155 (Kyūju 2, ngày thứ 23 của tháng thứ 7): Thiên hoàng Konoe đột ngột băng hà mà không để lại người thừa kế. Ngay sau đó, cha ông là Pháp hoàng Toba cử anh trai ông là thân vương Masahito ra lãnh chiếu kế vị.
Ngày 23 tháng 8 năm 1155 (Kyūju 2, ngày 24 tháng 7): Trong năm thứ 14 của triều đại, Thiên hoàng Konoe chính thức băng hà. Theo lệnh của cha, thân vương Masahito lên ngôi (sokui), lấy hiệu là Thiên hoàng Go-Shirakawa. Ông tiếp tục dùng niên hiệu của em trai là Kyūju (1155-1156).
Go-Shirakawa lên ngôi trong tình cảnh nội bộ nước Nhật chia năm xẻ bảy giữa các phe phái; một phe ủng hộ cựu Thiên hoàng Sutoku trở lại ngôi vua, phe còn lại ủng hộ tân Thiên hoàng mới kế vị. Để củng cố ngôi vua, Thiên hoàng cố gắng làm giảm ảnh hưởng của gia tộc Fujiwara và tăng sức mạnh của các samurai và các dòng họ khác như Taira, Minamoto. Do chính sách này của ông nên Taira no Kiyomori giành được quyền lực và công khai đối phó với các dòng họ khác, nhất là dòng họ luôn ủng hộ cựu Thiên hoàng Sutoku phục vị. Nhưng có lẽ do ưu tiên quá nhiều cho các quý tộc dùng samurai để ổn định trật tự quốc gia nên Go-Shirakawa vô tình thúc đẩy tầng lớp võ sĩ bành trướng thế lực, dẫn tới thành lập Mạc phủ Kamakura - chính quyền của giới quân sự ở Nhật Bản phong kiến (1185).
Đồng thời, chính sách của Go-Shirakawa làm mâu thuẫn giữa các phe ngày càng gay gắt. Phe Thượng hoàng Sutoku vì muốn cho con trai của Thượng hoàng lên kế vị đã kéo quân do các tướng của họ Taira và Minamoto (Tameyoshi, Tametomo) tấn công phe Thiên hoàng. Cuộc tiến công giữa hai phe Thượng hoàng và Thiên hoàng nhằm xác lập quyền lực của hai vị vua được gọi là loạn Hōgen (7/1156, loạn năm Bảo Nguyên). Hai phe tấn công nhau trong nhiều tháng trời, kết quả là phe của Thiên hoàng được sự giúp đỡ của các võ sĩ trẻ do Minamoto Yoshitomo và Taira Kyomori chỉ huy giành thắng lợi. Thượng hoàng bị đi đày, phe của Thượng hoàng tan tác sau khi thua trận: người bị giết, người bị đi đày, sở lãnh bị tịch thu. Khi Tameyoshi quy hàng Thiên hoàng, Go-Shirakawa yêu cầu con trai của ông ta là phải hành quyết cha, các em trai và cả các cháu hãy còn thơ ấu. Một người em dâu đã tự sát theo cả nhà sau đó. Đó là chuyện đã ghi lại trong Hogen Monogatari.
Sau cuộc loạn Hogen, Go-Shirakawa tiếp tục cai trị Nhật Bản. Nhưng họ Taira và Minamoto sau khi thắng lợi trong cuộc loạn Hogen đã đối đấu với nhau quyết liệt. Fujiwara no Michinori pháp danh Shinzei (Tín Tây) - người câu kết với Taira Kiyomori -lại làm mất lòng một cận thần khác cùng họ Fujiwara là Nobuyori. Ông Fujiwara thứ hai này kết đảng với Minamoto no Yoshitomo và mâu thuẫn với nhau gay gắt, cho đến khi Thiên hoàng thoái vị vẫn chưa xong.
Tháng 12/1158, Thiên hoàng Go-Shirakawa thoái vị, nhường ngôi cho con trai là thân vương Morihito. Ông này sẽ lên ngôi, lấy hiệu là Thiên hoàng Nijō.

## Thoái vị
Sau khi thoái vị, Go-Shirakawa lên làm Thượng hoàng và tiếp tục chính sách Viện chính của các Thượng hoàng tiền nhiệm. Do có công bảo vệ Thiên hoàng trong cuộc loạn Hōgen (1156), Taira no Kiyomori được Thượng hoàng ban thưởng và có ân sủng đặc biệt. Với chính sách thúc đẩy mậu dịch Nhật - Tống được kế thừa từ cha mình là Taira no Tadamori, Taira Kiyomori được Thượng hoàng cho phép xây một bến đỗ cho tàu thuyền mang tên Owada no tomari (Đại Luân Điền bạc) ở Settsu (nay là thành phố Kobe), lại tìm cách bảo vệ an ninh trên biển nội địa Seto giúp thương nhân Tống có thể di chuyển vào tận vùng Kinai chung quanh kinh đô, làm cho việc trao đổi hàng hóa được dễ dàng.
Nhưng dòng họ Taira lại có tham vọng muốn chiếm lấy quyền lực của Hoàng gia nên giữa họ và Thượng hoàng có rạn nứt sâu sắc. Năm 1159 (niên hiệu Heiji nguyên niên của Thiên hoàng Nijō), lợi dụng lúc Taira no Kiyomori đi vắng (ông ta đến vùng Kumano), phe nổi loạn do Minamoto no Yoshitomo và Fujiwara Nobuyori tấn công cung đình, bắt giam Thiên hoàng và Thượng hoàng, tự phong chức tước. Nhưng ngay sau đó Taira Kiyomori biết tin, ông bí mật trở về cứu hai vua rồi tấn công nói cùng của phe nổi loạn vào đầu năm 1160. Yoshitomo thua trận và bị một bộ hạ cũ ám sát trên đường bôn đào ở Iwari, con trai ông là Yoritomo bị lưu đày ở Izu. Trận binh biến này được gọi là Heiji no ran (Loạn năm Bình Trị, 1159 - 1160)
Năm 1169, Go-Shirakawa xuất gia và trở thành Pháp hoàng, lấy pháp danh là Gyōshin.
Sự thao túng quyền lực của dòng họ Taira làm các quý tộc thuộc phe ủng họ Pháp hoàng và nhất là Pháp hoàng Go-Shirakawa bất mãn. Năm 1177 (Jishō nguyên niên), Pháp hoàng Go-Shirakawa lệnh cho các cận thần Taira no Tadamori, tăng Shunkan họp nhau ở Shishigatani (Sư tử cốc) vùng ngoại ô Kyôto mưu toan đánh đổ họ Taira để giành lại quyền lực cho Pháp hoàng. Sử chép đó là Shishitani no inbō (Âm mưu ở Shishinotani). Chuyện bại lộ, năm 1179, Kiyomori bèn thẳng tay đàn áp. Ông giam lỏng Pháp hoàng và xử phạt tạt cả các quan lại đã nhúng vào việc đó, cả các quý tộc từ chức kampaku (Nhiếp chính) trở xuống.
Sau loạn Heiji, dòng họ Taira trở thành thế lực chính trị và quân sự mạnh nhất Nhật Bản. Năm 1177, ông ta buộc Pháp hoàng phải phong chức Thái chính đại thần, đứng đầu trăm quan và có quyền hành rất lớn. Con gái của ông ta được gả cho Thiên hoàng Takakura và bà này hạ sinh một hoàng tử là Tokihito, sau này là Thiên hoàng Antoku.
Không cam tâm thất bại, Pháp hoàng Go-Shirakawa lại lên một kế hoạch để giành lại quyền lực cho mình. Ông tuyên bố dòng họ Taira như là kẻ thù của triều đình và yêu cầu họ Minamoto phải gây chiến với Taira. Năm 1180, Mochihito và Minamoto no Yorimasa bắt đầu cuộc nổi dậy đầu tiên, nhưng bị thất bại. Tuy nhiên, hai ông cũng lôi kéo phần lớn các võ sĩ bất mãn với họ Taira theo mình. Năm 1181, Kiyomori chết và sự suy giảm của Taira đã bắt đầu. Lợi dụng thời cơ, quân đội của dòng họ Minamoto đã tấn công Taira. Sau cuộc đấu tranh nội bộ trong gia tộc Minamoto, Minamoto no Yoshitsune, một người anh em của Yoritomo cuối cùng đã tiêu diệt hoàn toàn gia tộc Taira vào năm 1185 tại Trận Dan no Ura.
Sau trận chiến Dan no Ura, Minamoto no Yoshitsune theo Pháp hoàng và công khai chống lại anh trai mình, Minamoto no Yoritomo. Về sau, ông ta (Yoshitsune) bị phản bội và bị giết chết, đồng thời thành trì của cựu dòng họ quý tộc Fujiwara bị thủ tiêu trong cuộc chiến. Điều này đánh dấu sự biến mất khỏi vũ đài chính trị của họ Fujiwara, đưa dòng họ Minamoto lên cầm quyền. Để xóa bỏ các nghi kỵ vốn có giữa các dòng họ với Pháp hoàng, Go-Shirakawa và tộc trưởng họ Minamoto là Minamoto no Yoritomo hòa giải, ông cũng cho phép Yoritomo sau này có thể tìm thấy một tướng quân mới kế nhiệm.
Tháng 4/1192, Pháp hoàng Go-Shirakawa qua đời ở tuổi 66. Ông là cha của Thiên hoàng kế nhiệm: Thiên hoàng Nijō, Thiên hoàng Takakura; ông nội của Thiên hoàng Rokujō, Thiên hoàng Antoku và Thiên hoàng Go-Toba.

### Kugyō
- Kampaku, Fujiwara Tadamichi, 1099-1164.
- Daijō daijin, Sanjō Saneyuki, 1079-1162.
- Tả đại thần, Fujiwara Yorinaga, 1120-1156.
- hữu đại thần
- Nadaijin
- đại nạp ngôn

### Niên hiệu
- Kyūju (1155-1156)
- Hōgen (1156-1158)

## Gia đình
- Empress (chūgū): Tokudaiji (Fujiwara) ??
- Consort (Shinno-hi): Minamoto (?) Atsushiko (源懿子). Bà sinh ra Hoàng tử Morihito (守仁親王) (Thiên hoàng Nijō)
- Tòa Lady: (?) Sanjō (Fujiwara) Soko (三条 (藤原) 琮 子)
- Tòa Lady: Taira no Shigeko (平滋子), sinh ra Hoàng tử Norihito (憲仁親王) (Thiên hoàng Takakura)
- Consort: Fujiwara Naruko ?? (藤原 成 子), sinh ra Hoàng tử Mochihito (以仁王)